# 唐津市立成和小学校
唐津市立成和小学校（からつしりつ せいわしょうがっこう）は佐賀県唐津市和多田本村にある公立小学校。

## 概要歴史
1991年（平成3年）に唐津市立外町小学校と唐津市立長松小学校の2校の過大規模校解消措置のため、分離・新設された。2021年（令和3年）に創立30周年を迎えた。
校章
中央に校名の頭文字である「成」の文字を置いている。
校歌
1992年（平成4年）に制定。作詞は成和小職員・勝野耕治、作曲は勝野耕治による。歌詞は3番まであり、各番に校名の入った「成和っ子」が登場する。
通学区域
住所表記で「唐津市」の後に「和多田本村、和多田西山、和多田大土井、和多田天満町一丁目、和多田天満町二丁目、町田四丁目、町田五丁目、長谷」が続く地域）」が続く地域。
中学校区は唐津市立第五中学校。

## 沿革
- 1991年（平成3年）
  - 4月1日 - 唐津市立外町小学校と唐津市立長松小学校の2校から分離される形で、「唐津市立成和小学校」が新設される。
  - 4月6日 - 開校式を挙行。児童数545名、17学級、教職員31名でのスタートとなる。
- 1992年（平成4年）2月 - 校歌を制定。

## アクセス
最寄りの鉄道駅
- JR九州 筑肥線 「和多田駅」

最寄りのバス停
- 昭和バス 「丸宗」バス停

最寄りの幹線道路
- 国道382号 「和多田本村」交差点

## 周辺
- 唐津赤十字病院（2016年（平成28年）に二タ子から移転・開院）
- 成和公民館
- 唐津警察署和多田交番

## 関連事項
- 佐賀県小学校一覧